# Weihwasserbecken (Saintes)

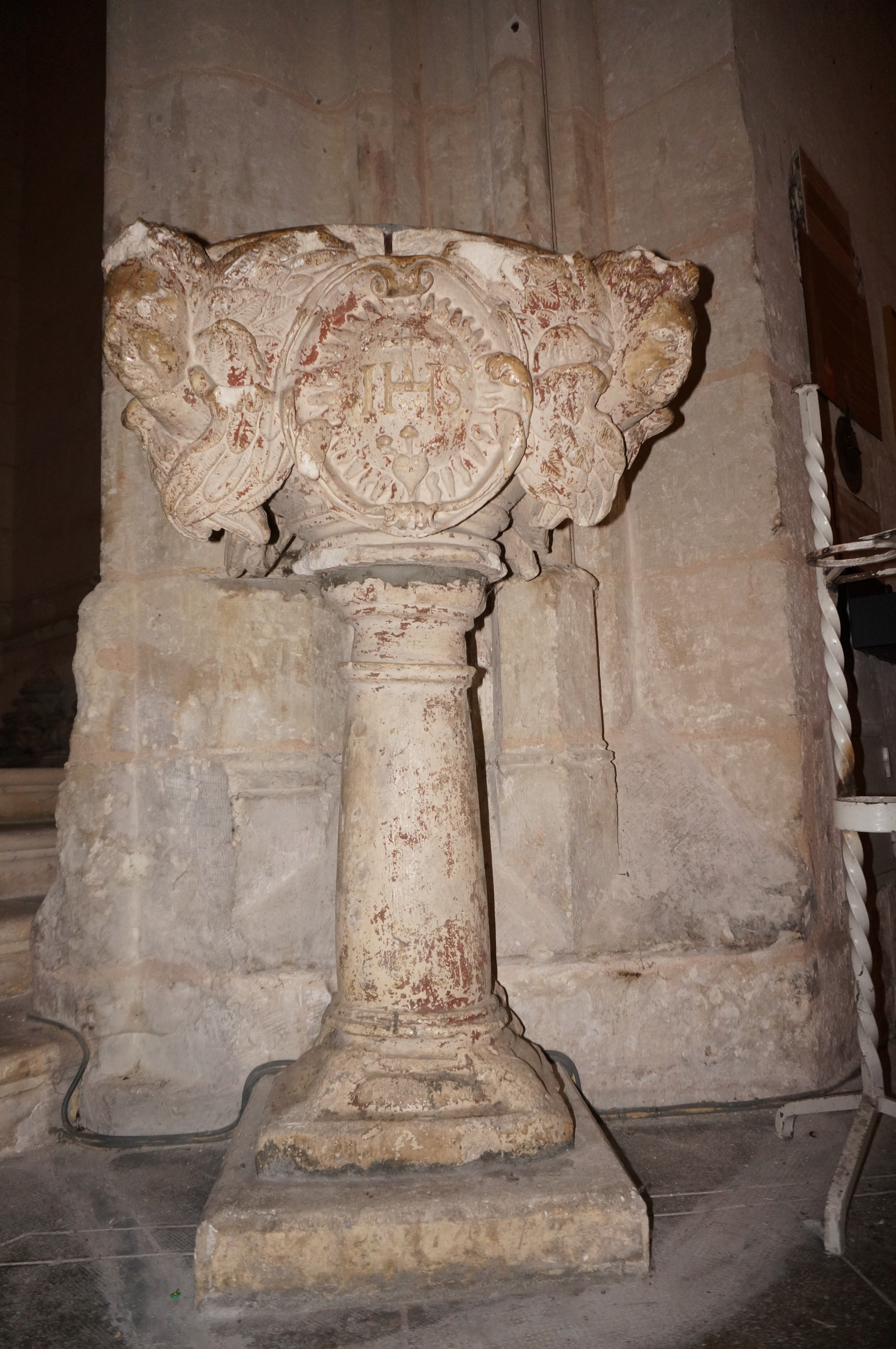
Weihwasserbecken in Saintes

Das Weihwasserbecken in der Kirche St-Eutrope in Saintes, einer französischen Gemeinde im Département Charente-Maritime der Region Nouvelle-Aquitaine, wurde im 17. oder 18. Jahrhundert geschaffen. 
Im Jahr 1982 wurde das Weihwasserbecken als Monument historique in die Liste der geschützten Objekte (Base Palissy) in Frankreich aufgenommen.
Das 97 cm hohe Weihwasserbecken aus Stein steht auf einem rechteckigen Sockel und einer schlanken Säule. Das Becken ist mit zwei Engelsköpfen und dem Nomina sacra IHS geschmückt. 